# Antirhea benguetensis
Antirhea benguetensis là một loài thực vật có hoa trong họ Thiến thảo. Loài này được (Elmer) Valeton mô tả khoa học đầu tiên năm 1909.